# Międzynarodowe Porozumienie Skautów Prawosławnych „DESMOS”
Międzynarodowe Porozumienie Skautów Prawosławnych „DESMOS” (ang. International Link of Orthodox Christian Scouts „DESMOS”) – platforma współpracy narodowych organizacji skautowych, które w swoich szeregach skupiają skautów wyznania prawosławnego. Powstało w 1996 w Oslo. W Polsce członkiem „DESMOS” jest Związek Harcerstwa Polskiego (członek założyciel porozumienia).

## Cele
Celem porozumienia jest:
- rozwój i promocja ducha braterstwa i zrozumienia wśród skautów wiary prawosławnej,
- promocja ciepłych stosunków i współpracy pomiędzy skautingiem a oficjalnymi prawosławnymi Kościołami lokalnymi,
- rozwój programu wychowawczego, który powinien uwydatniać duchowy wymiar osobowości młodych prawosławnych, w zgodzie z celami, głównymi zasadami i metodą ruchu skautowego,
- wprowadzenie skautingu do państw lub regionów, w których istnieje Kościół prawosławny,
- rozwijanie współpracy między członkami DESMOS,
- promocja skautingu wśród prawosławnych dziewcząt i chłopców.